# Molophilus (Molophilus) bicaudatus
Molophilus (Molophilus) bicaudatus is een tweevleugelige uit de familie steltmuggen (Limoniidae). De soort komt voor in het Neotropisch gebied.